# Kjeld Abell
Pour les articles homonymes, voir Abell.
Kjeld Abell (25 août 1901 à Ribe au Danemark - 5 mars 1961 à Copenhague) est un écrivain et auteur dramatique danois.
Prônant l'anticonformisme, il écrit une pièce, La Mélodie qui disparut (Melodien der blev vaek 1934), attaque contre la vie bourgeoise sclérosée. Anna Sophie Hedvig (1939) est une pièce d'inspiration antifasciste.
Il écrit plusieurs comédies musicales (La Mélodie qui disparut, 1935) avant de rentrer dans le milieu théâtral en tant que décorateur puis d’écrire de nombreuses pièces militantes et politiques.